# Reginald Francis Stewart Denning
Sir Reginald Francis Stewart Denning, britanski general, * 1894, † 1990.